# Zaufensgraben
Der Zaufensgraben ist ein etwa 3 km langer, nordöstlicher und orografisch rechter Zufluss des Gessenbachs im Gebiet der kreisfreien Stadt Gera in Thüringen.

## Verlauf

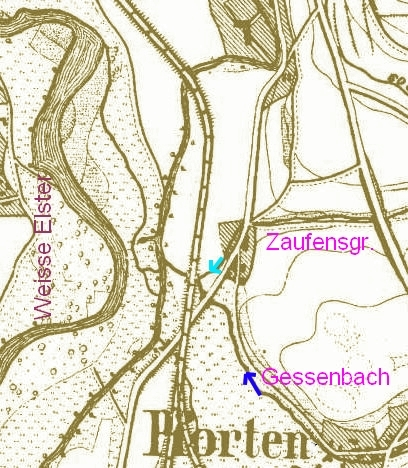
Urmesstischblatt (um 1850)

Der Zaufensgraben entspringt etwa 1.000 m südwestlich des Flugplatzes Gera-Leumnitz auf etwa 290 m ü. NN. Der Bach fließt in überwiegend südwestlicher Richtung durch Gera. Im mittleren Abschnitt bildet er ein schmales Kerbtal, in dem das Landschaftsschutzgebiet Zaufensgraben liegt, das mit 11 ha Fläche das kleinste in Gera ist. Dabei passiert er die Ronneburger Höhe (296,8 m ü. NN) mit dortigem Aussichtsturm Ferberturm. Im unteren Abschnitt ist der Graben verrohrt unter der Meuselwitzer Straße geführt. Schließlich mündet der Bach auf etwa 195 m ü. NN in den Gessenbach, der etwas weiter westlich davon in die Weiße Elster fließt.

## Geologie und Hydrologie
Der Zaufensgraben fließt im Wesentlichen durch Gebiete des Zechsteins und des Rotliegenden. Das Wasser fließt zum Teil direkt über den Fels. Nur im Unterlauf konnte er selbst etwas Auelehm ablagern. Mit durchschnittlich über 3 % Gefälle ist er einer der steilsten Fließgewässer im Flusssystem der Weißen Elster im Raum Gera. Die Wasserführung ist unregelmäßig. In manchen Jahren wird ganzjährig Wasser geführt, in anderen fällt der Unterlauf ein halbes Jahr lang trocken.

## Biologie
Die unbewirtschafteten Talabschnitten am Zaufensgraben verfügen über alten Baumbestand, hauptsächlich Weiden. Die Fauna ist abgesehen von gelegentlich beobachteten Stockenten wenig gewässerspezifisch. Hier lebende Vogelarten sind unter anderem Stieglitz, Schwanzmeise, Wintergoldhähnchen, Kleiber, Eichelhäher, Waldbaumläufer, Zaunkönig, Kernbeißer, Buntspecht, Grünspecht, Mäusebussard und Sperber, Reptilien und Amphibien mit Blindschleiche, Zauneidechse, Ringelnatter, Erdkröte, Grasfrosch und Teichmolch vertreten.

## Geschichtliches

### Name
Der Name Zaufensgraben stammt vom mittelhochdeutschen zauche, was sowohl „trocken“ als auch „Grenze“ bedeuten kann. Beides ist passend, da der Graben nicht permanent Wasser führt und zudem die südöstliche Grenze der Gemarkung Gera bildet.

### Allgemeines
Im Zeitraum vom 16. bis 18. Jahrhundert gab es im Zaufensgraben Bergbauversuche auf Kupfererz. Ein kleiner Kalksteinbruch stammt aus späterer Zeit. Um 1900 wurde im Zaufensgraben auch eine Ziegelei betrieben.
Von 1901 bis 1969 fuhr die Gera-Meuselwitz-Wuitzer Eisenbahn, eine meterspurige Kleinbahn an der orografisch linken Seite durchs Tal des Zaufensgrabens. Der für den 31. Dezember 1970 vorgesehenen Betriebseinstellung kam ein Unwetter am 3. Mai 1969 zuvor. Der Zaufensgraben führte so starkes Hochwasser, dass die Bahntrasse an mehreren Stellen fortgespült wurde. Das Bahnhofsgelände Gera-Pforten wurde, begünstigt durch die ziemlich unterdimensionierte Verrohrung des Zaufensgrabens im unteren Bereich, überschwemmt und völlig verschlammt. Der Betrieb wurde danach nicht wieder aufgenommen, der Bahnhof für reichlich 20 Jahre zum Busbahnhof umfunktioniert.
Mit den Ikarusbussen verschwand auch diese Funktion. Heutzutage befindet sich auf dem Betriebsgelände eine Eigenheimsiedlung, die, als hätte es den 3. Mai 1969 nie gegeben, keinerlei Anzeichen von Hochwasserschutz erkennen lässt. Gleiches gilt für die immer noch aus dieser Zeit stammende Verrohrung.

## Markantes
Markante Punkte entlang des Zaufensgrabens gibt es zum Beispiel an folgenden Stellen (etwa flussabwärts betrachtet):
- Etwas unterhalb der Quelle beginnt unterhalb der Straße Stern das Landschaftsschutzgebiet Zaufensgraben (⊙), das an einigen Stellen durch nichtgenehmigte Bauvorhaben des CJDs in Mitleidenschaft gezogen wurde und sich etwa bis zur Meuselwitzer Straße (⊙) erstreckt.
- Im quellnahen Oberlaufbereich steht im Verlauf der Bundesstraße 92 die Brücke der Südosttangente: Stadtring Süd-Ost (⊙).
- Etwas südwestlich der Brücke der B 92 steht eine solche der ehemaligen Gera-Meuselwitz-Wuitzer Eisenbahn (⊙).
- Nördlich der Bogenbrücke (s. n.) an der Dorfstraße von Zschippern erstreckt sich ein Zechsteinriff (⊙).
- An der Straße von Zschippern steht eine Bogenbrücke (⊙), die wegen statischer Probleme für den Automobilverkehr gesperrt wurde.
- Etwas östlich vom Ende der Straße Am Südhang gab es im Zuge der Colliser Straße eine kleine Brücke, die einstürzte und durch einen kleinen, für Radfahrer ungeeigneten Steg (⊙) ersetzt wurde.
- Am Fußweg An der Bornhohle steht eine Brücke (⊙).
- An der nahen Pfortener Straße befand sich die Lindenthaler Hyänenhöhle, eine in der Altsteinzeit besiedelte Höhe.
- In seinem unteren Bereich fließt der Bach zwischen seinem (unterirdischen) Verrohrungs-Beginn (⊙) an der Meuselwitzer Straße und seinem (unterirdischen) Verrohrungs-Ende nahe der Wasserkunststraße (⊙) in einem Tunnel.

## Wandern
Durch den Zaufensgraben führt die Meuselwitzer Straße auf der orografisch rechten Seite, die in einen Wanderweg übergeht (für Fahrräder ungeeignet). Ein weiterer Wanderweg verläuft auf der Trasse der früheren Gera-Meuselwitz-Wuitzer Eisenbahn, die entlang des Grabens die Steigung von Gera-Pforten nach Gera-Leumnitz überwand. Die überwiegend schattigen Wanderwege sind zum Teil markiert. Der Hauptwanderweg entlang des Bachs kreuzt diesen mehrfach; im oberen Teil entfernt er sich vom Bachlauf.